# Sampo Rosenlew

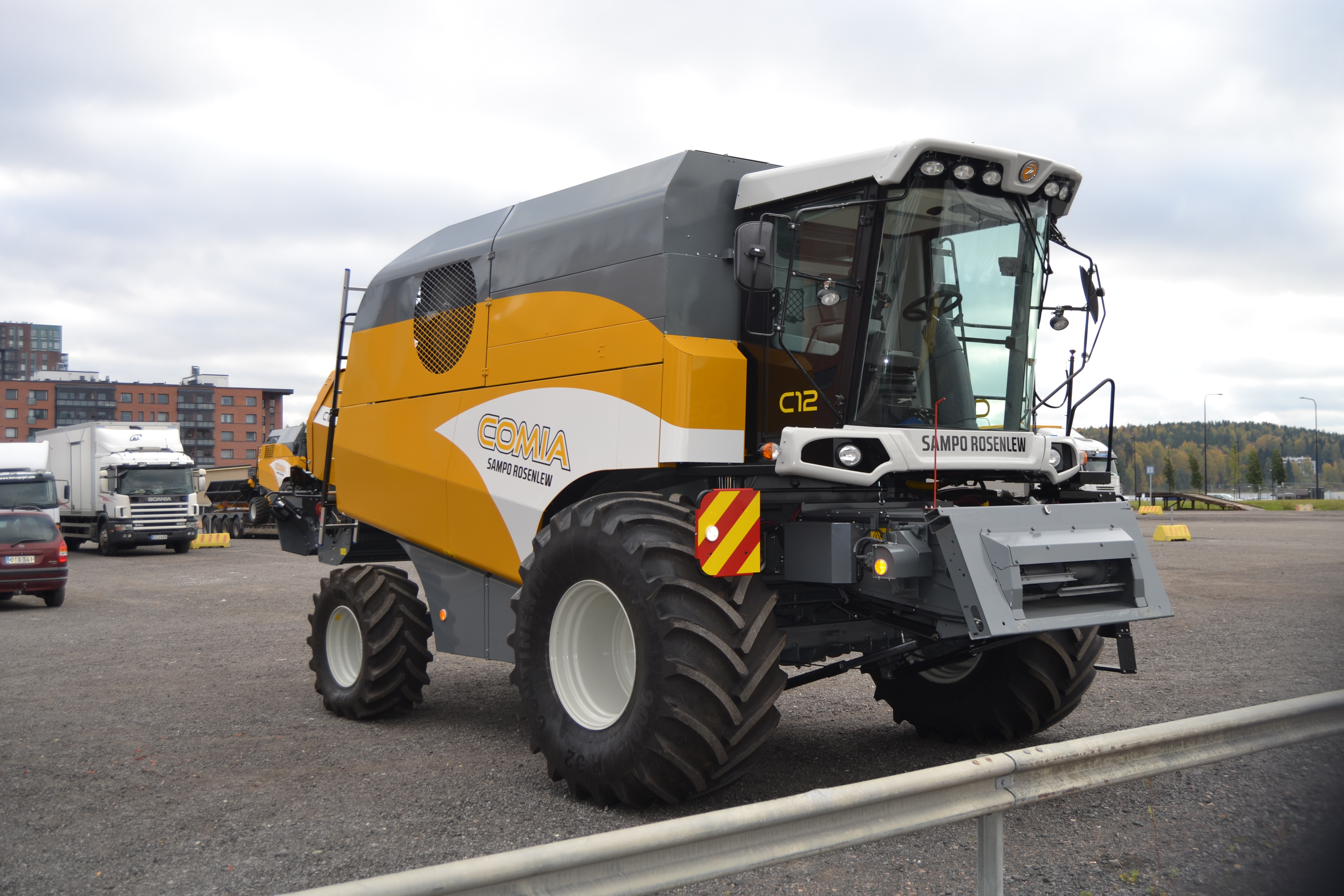
Kombajn zbożowy marki Sampo

Sampo Rosenlew – fińskie przedsiębiorstwo rodzinne z siedzibą w Pori produkujące maszyny rolnicze.
Firma Sampo Rosenlew Ltd została założona w 1991 roku. Działalność przemysłową rozpoczęła już jednak w 1853 roku, kiedy przedsiębiorstwo rodzinne Oy W. Rosenlew Ab rozpoczęła działalność usługową, polegającą na dostarczaniu drewna. Następnie stopniowo zajmowała się produkcją zróżnicowanych maszyn rolniczych. Pierwszy kombajn zbożowy tej marki został wyprodukowany w 1957 roku. Stopniowo stał się najbardziej udanym produktem w asortymencie przedsiębiorstwa.
Przedsiębiorstwo projektuje i produkuje wysokiej wydajności kombajny i maszyny do pozyskiwania i obróbki drewna. Produkty te są obecnie sprzedawane do około 50 krajów. Główne rynki to kraje skandynawskie, Afryka Północna, Ukraina, Azerbejdżan i Białoruś.
Siedziba korporacji znajduje się w Pori, gdzie produkowane są kombajny i pozyskiwane drewno. Spółka dzieli się na różne działy dotyczące określonych maszyn i technologii. Jedną z takich spółek jest Sampo Hydraulika powstała na początku 2003 roku w Jyväskylä, w Finlandii, w ramach Sampo Rosenlew. Zakład produkuje silniki hydrauliczne i rotatory na eksport. Od 2005 Sampo Rosenlew produkuje komponenty do swoich maszyn w Nakkila, Finlandia. Zakład produkuje części i konstrukcje dla przemysłu metalowego.
Grupa zatrudnia około 600 pracowników, a sprzedaż netto wynosi 95 mln EUR.
Dnia 23 sierpnia 2013 roku Sampo Rosenlew rozpoczęło kooperację z firmą John Deere na mocy której firmą John Deere będzie dystrybuować model W440 bazujący na kombajnie zbożowym Sampo Rosenlew serii 3000.